# Iowa
 Ovo je glavno značenje pojma Iowa. Za druga značenja pogledajte Iowa (razdvojba).
Iowa američka je savezna država.

## Okruzi (Counties)
Iowa se sastoji od 99 okruga (counties).

### Najveći gradovi
Gradovi s više od 25.000 stanovnika (Stanje : 1. lipanj 2004)
| Grad            | Stanovnici |
| --------------- | ---------- |
| Des Moines      | 194.311    |
| Cedar Rapids    | 122.206    |
| Davenport       | 98.355     |
| Sioux City      | 83.680     |
| Waterloo        | 66.767     |
| Iowa City       | 63.027     |
| Council Bluffs  | 59.347     |
| Dubuque         | 57.504     |
| Ames            | 52.319     |
| West Des Moines | 51.363     |
| Cedar Falls     | 36.343     |
| Ankeny          | 34.439     |
| Urbandale       | 33.379     |
| Bettendorf      | 31.615     |
| Marion          | 29.825     |
| Mason City      | 28.177     |
| Clinton         | 27.319     |
| Marshalltown    | 26.057     |
| Fort Dodge      | 25.723     |
| Burlington      | 25.579     |

## Stanovništvo
Indijanci.- Iowa Indijanci prastanovnici su Iowe, čije ime dolazi od Sioux naziva Ayuhwa u značenju "sleepy ones", i manja Illinois plemena Peoria i Moingwena.  Ostala domorodačka plemena tek su privremeno dolazila ili prolazila kroz ovu državu, to su: Chippewa, Sioux, Fox, Missouri, Omaha, Oto, Ottawa, Ponca, Potawatomi, Sac i Winnebago.